# Carte virtuelle
Pour les articles homonymes, voir Carte.
Une carte virtuelle (appelée aussi e-carte, e-card ou cybercarte) est à la carte postale ce que le courrier électronique est au courrier postal.
Une carte virtuelle peut être utilisée pour transmettre des messages à des amis, à des membres de la famille ainsi qu'à des collègues de travail.
Elles permettent d'inviter, remercier et montrer ses sentiments envers les personnes de son choix.
Généralement, il s'agit d'un texte illustré par une image, avec parfois des options comme l'agrémentation d'une musique (au format MIDI ou MP3) ou l'animation de l'image (GIF animé ou Flash). 
L'envoi se fait généralement depuis un site web. L'expéditeur choisit son image parmi celles proposées par le site, compose son texte et choisit les éventuelles options supplémentaires. Il lui suffit ensuite d'indiquer l'adresse électronique de la personne à qui cette carte est adressée ; celle-ci recevra alors un courriel contenant un lien lui permettant d'afficher la carte virtuelle.
Parmi les options disponibles, il peut être proposé de remettre l'envoi à une date future ou encore d'avoir un accusé lorsque la personne lit la carte.
Les cartes sont en général conservées un temps limité sur le site.
Une critique fréquente est que l'envoi de telles cartes est impersonnel puisque les cartes envoyées sont les mêmes pour plusieurs personnes.
Elles ont donc une image négative par rapport à l'envoi de cartes postales conventionnelles que l'on passe plus de temps à créer.

## Cartes virtuelles à personnaliser
Les cartes virtuelles personnalisables sont une évolution de la carte virtuelle.
La personnalisation peut être de plusieurs niveaux vis-à-vis des médias. Les personnalisations les plus complètes permettent la modification des textes, images, sons et vidéos à l'intérieur même de la carte.
Plusieurs sites proposent ce type de personnalisation avec la capture de vidéo directement depuis la webcam ou encore l'enregistrement de la voix (par webcam ou téléphone) ce qui permet d'intégrer des fichiers personnels sur les cartes. 

## Les cartes virtuelles Multimédias
Les cartes virtuelles multimédias sont des cartes virtuelles avec un contenu multimédia hautement élaboré. Elles sont développées par des sites dont les logiciels et les outils permettent de créer des cartes personnalisées. Les cartes multimédias peuvent contenir du texte, des images, du son ou des vidéos ce qui en fait des cartes tout à fait uniques. 
Ce type de cartes est très utile pour transmettre des messages clairs et précis avec un contenu explicite, et ce d'une manière pratique et originale. Ainsi, on peut intégrer une chanson à une carte pour en faire une carte parlante ou musicale.

## Diverses occasions pour les cartes virtuelles
Les cartes virtuelles personnalisables peuvent être adaptées aux diverses occasions qui se présentent au cours de l'année.
Voici une liste sommaire des occasions ou les internautes utilisent les cartes virtuelles: 
- cartes anniversaires
- cartes pour remercier
- cartes Saint-Valentin
- cartes bonne Fête
- cartes nouvel an
- cartes de vœux
- cartes Toussaint
- cartes Muguet 1er mai
- cartes 1er avril, Ha ha! Ho ho! Hi hi